# 奥野弘嗣
奥野 弘嗣（おくの ひろつぐ）は、日本の情報工学者・生体工学者。大阪工業大学情報科学部情報知能学科准教授。工学博士（大阪大学）。第一種情報処理技術者・第一級陸上特殊無線技士。Frontiers in Neuroscience Neuromorphic Engineeringレビューエディタ。
専門は、知能情報学・プログラミング（特にPython）、知能ロボティクス、生体工学・神経工学・神経科学など。

## 経歴
大阪大学工学部卒業。2008年大阪大学大学院工学研究科電気電子情報工学専攻博士後期課程修了、工学博士。関西電力にて設計などに従事し、大阪大学大学院工学研究科助教を経て、2016年に大阪工業大学情報科学部に着任。2019年同学部情報知能学科准教授。
主な所属学会は、電子情報通信学会、日本神経回路学会、計測自動制御学会など。主な受賞は、日本神経回路学会優秀研究賞受賞（2013)、日本ロボット学会賞受賞（2019）  

## 主な研究
- 昆虫の神経系に学んだ視覚フィードバック制御を行う小型自律飛行ロボットの開発（2015-2016年度立石財団・研究助成A対象）
- 視覚神経系の時空間応答特性に学んだ小型・リアルタイム手話認識システム
- 視覚神経系に学んだ視覚情報処理システムの開発
- 生体工学視覚神経系に学んだ画像処理システム
- 小脳スパイキングニューラルネットワークモデルのFPGA実装

主な国際学会での発表は、
- Proceedings of the International Symposium on Artificial Life and Robotics 2021（オンライン）：「Motion and shape classification using spiking neural network」
- IEEE/SICE International Symposium on System Integration 2020：「FPGA implementation of an algorithm that enables color constancy
- International Symposium on Neuromorphic and Non-linear Engineering 2019 ：「FPGA-based robotic vision systems inspired by the retina and the visual cortex」